# 馬氏矮長頜魚
馬氏矮長頜魚，為輻鰭魚綱骨舌魚目象鼻魚科的其中一種，分布於非洲加彭的Ogowe河流域，體長可達9.4公分。